# Sistels
Sistels är en kommun i departementet Tarn-et-Garonne i regionen Occitanien i södra Frankrike. Kommunen ligger i kantonen Auvillar som tillhör arrondissementet Castelsarrasin. År 2022 hade Sistels 206 invånare.

## Befolkningsutveckling
Antalet invånare i kommunen Sistels
| Referens: INSEE |